# Verraux
Le Verraux est une rivière française du département de la Creuse, en région Nouvelle-Aquitaine, affluent de la Petite Creuse et sous-affluent de la Loire par la Creuse et la Vienne.

## Géographie
Selon le 
Sandre, le Verraux prend sa source dans le département de la Creuse à 528 mètres d'altitude, sur la commune de Cressat, à 300 mètres à l'ouest du bourg.
Il forme un étang de quatre hectares au sud du bourg, passe sous la route départementale (RD) 990 et prend la direction de l'est. Un kilomètre plus loin, après Montbarteix, il infléchit son cours vers le nord. Il alimente l'étang de Viges à Saint-Dizier-la-Tour, une retenue de seize hectares. Il passe sous les RD 65 et 50 et reçoit en rive gauche le ruisseau de Maison Neuve. Il est franchi successivement par la  route nationale 145 et la RD 100, est grossi en rive droite par le ruisseau de Loubre et borde à l'ouest le bourg de Parsac. Après être passé sous la RD 9 à la Chapelle, il reçoit en rive gauche son principal affluent, le ruisseau de Jarnagette, puis en rive opposée le ruisseau du Moulin Meymat avant d’être franchi par la RD 66. Sur sa rive gauche, il reçoit successivement le ruisseau de l’Étang de Claverolles et le ruisseau de Fragne puis passe sous la RD 81A2 puis la RD 40. Le rio Buzet vient le grossir en rive droite avant qu’il passe sous la RD 13A2. Il est franchi par la RD 14, 600 mètres à l'est du bourg de Clugnat. Il reçoit en rive droite le ruisseau des Montceaux et passe aussitôt sous la RD 11.
Deux kilomètres et demi plus loin, il se jette dans la Petite Creuse en rive gauche, à 294 mètres d'altitude, au nord-est du lieu-dit Bâtisse, à deux kilomètres et demi au nord du centre-bourg de Clugnat.
S'écoulant globalement du sud vers le nord, le Verraux est long de 31,09 km. Avec un dénivelé de 234 mètres, sa pente moyenne s'établit à 7,53 mètres par kilomètre.

### Communes et département traversés
Le Verraux arrose six communes de l'arrondissement d'Aubusson dans le département de la Creuse, soit d'amont vers l'aval : Cressat (source), Saint-Dizier-la-Tour, Gouzon, Parsac-Rimondeix, Domeyrot et Clugnat (confluence avec la Petite Creuse).

### Affluents et nombre de Strahler
Parmi les vingt-six affluents du Verraux répertoriés par le Sandre, sept dépassement les cinq kilomètres de longueur : trois en rive droite,
- les Monceaux, ou ruisseau des Montceaux, long de 5,93 km[2],
- un ruisseau sans nom (L4315110) long de 5,45 km[3] et qui passe à 250 mètres à l'ouest du bourg de Domeyrot,
- le rio Buzet long de 5,06 km[4],

et quatre en rive gauche
- le Jarnagette, ou ruisseau de Jarnagette, long de 8,05 km[5],
- l'Étang de Clavérolles, ou ruisseau de l’Étang de Clavérolles, long de 7,67 km[6],
- le Fragne, ou ruisseau de Fragne, long de 7,05 km[7],
- le Maison Neuve, ou ruisseau de Maison Neuve, long de 5,33 km[8].

Le Fragne et le Jarnagette ayant des affluents et plusieurs sous-affluents, le nombre de Strahler du Verraux est donc de quatre.

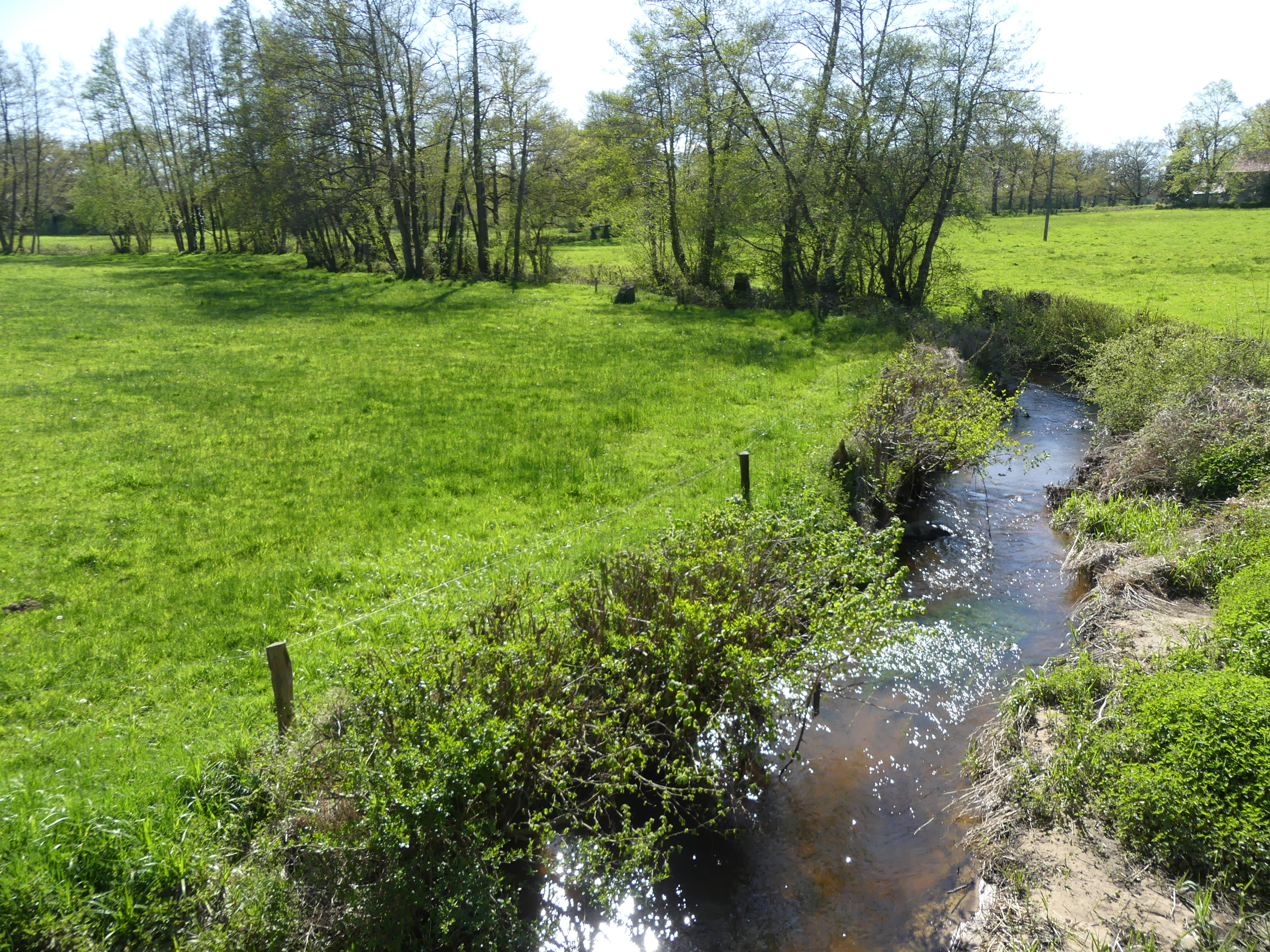
La Jarnagette au lieu-dit Lâge, à Parsac-Rimondeix.
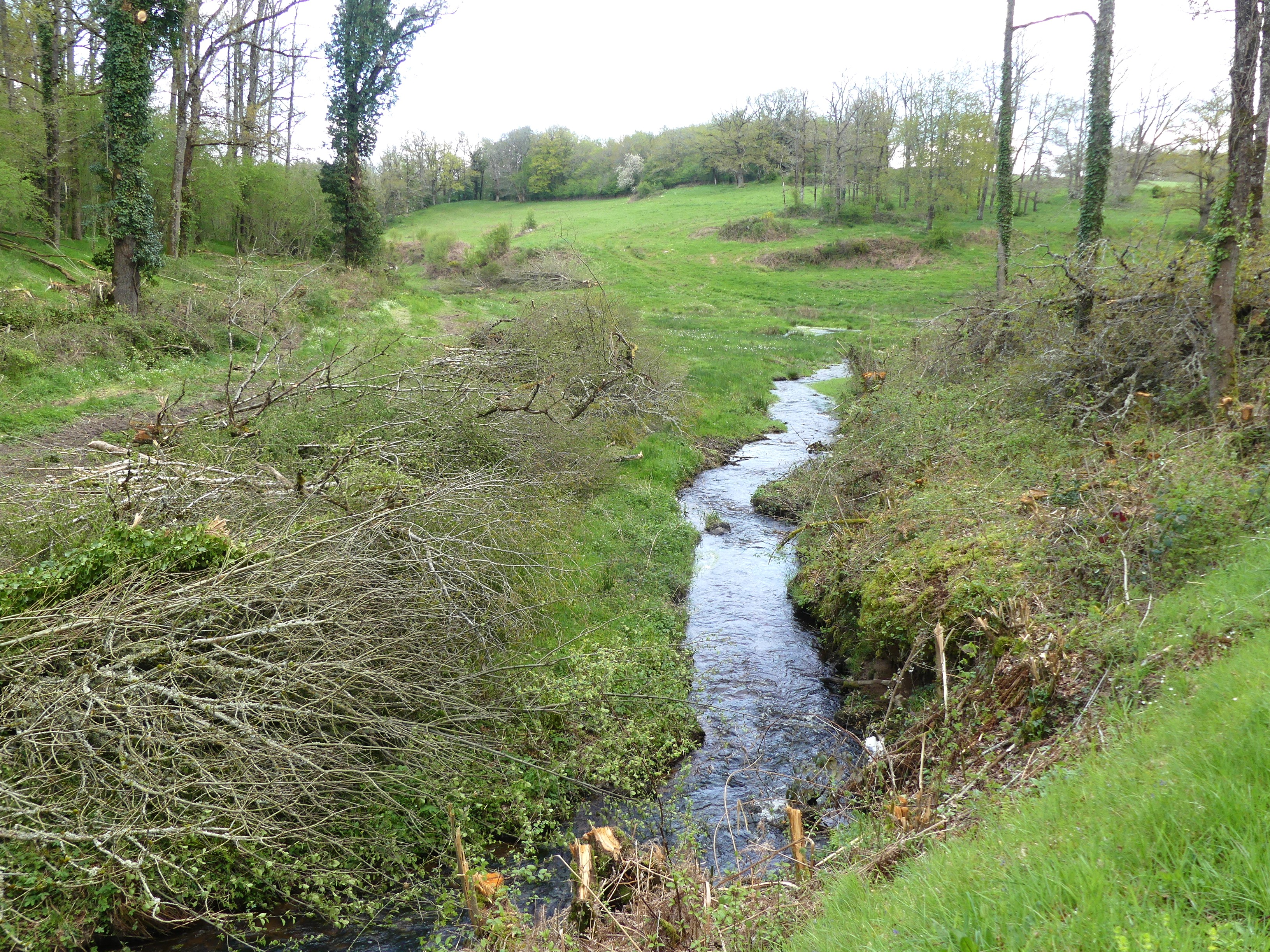
Le ruisseau de l'Étang de Clavérolles au pont de la RD 9, à Blaudeix.
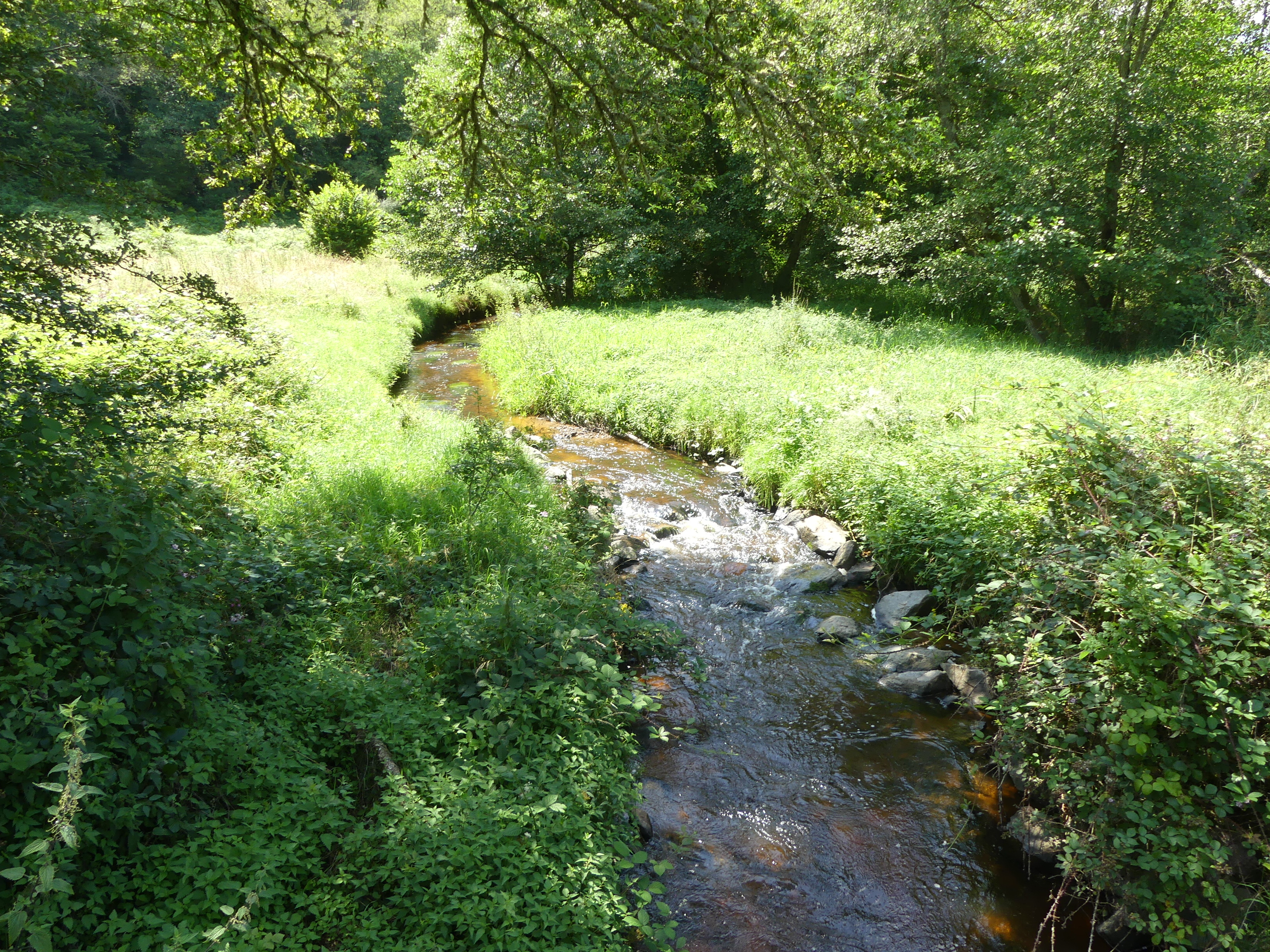
Le ruisseau de Fragne au lieu-dit le Moulin de la Roche, à Ladapeyre.

### Bassin versant
Le bassin versant du Verraux fait partie de la zone hydrographique : « Le Verraux & ses affluents », et en tangente deux autres à sa confluence avec la Petite Creuse : « La Petite Creuse de sa source au Verraux (non compris) » et « La Petite Creuse du Verraux (non compris) au ruisseau de l'Étang de la Cellette (compris) », au sein du bassin DCE beaucoup plus étendu « La Loire, les cours d'eau côtiers vendéens et bretons ». Outre les six communes arrosées par le Verraux, le bassin versant en concerne dix autres :
- Ajain, où le ruisseau sans nom L4315250, affluent de l'Étang de Claverolles, prend sa source[9] ;
- Blaudeix arrosée par l'Étang de Claverolles[6] ;
- Jalesches, où le ruisseau sans nom L4315920, affluent du Fragne, prend sa source[10] ;
- Jarnages, où le Jarnagette prend sa source[5] ;
- Ladapeyre, où l’Étang de Claverolles et le Fragne prennent leur source[6],[7] ;
- Malleret-Boussac, arrosée par le ruisseau des Montceaux[2] ;
- Pionnat, où le ruisseau de Jarnages, affluent du Jarnagette, prend sa source[11] ;
- Roches, où le Verron, affluent du Fragne, prend sa source[12] ;
- Saint-Silvain-sous-Toulx , où le rio Buzet prend sa source[4] ;
- Vigeville, brièvement arrosée par le Jarnages[11].

### Organisme gestionnaire
Le bassin versant du Verraux est couvert par le schéma d'aménagement et de gestion des eaux (SAGE) « Creuse ». 
Ce document de planification, dont le territoire correspond au bassin de la Creuse, d'une superficie de 9 544 km2 est en cours d'élaboration. La structure porteuse de l'élaboration et de la mise en œuvre est l'établissement public territorial de bassin de la Vienne.

## Hydrologie
Il existe en 2025 une station hydrométrique située sur le Verraux, à Parsac, au pont de la RD 50 mais qui ne fournit aucune donnée statistique.

## Environnement
En aval du pont de la RD 9, au lieu-dit la Chapelle à Parsac, et jusqu’à sa confluence avec la Petite Creuse, sur les vingt derniers kilomètres de son cours, la vallée du Verraux fait partie de la zone naturelle d'intérêt écologique, faunistique et floristique (ZNIEFF) de type 2 « vallée du Verraux et ruisseaux affluents (Fragne, Clavérolles, rio Buzet) ». Cette zone comprend également en partie les vallées de trois affluents : l'Étang de Clavérolles, le Fragne et le rio Buzet (et non rio Bazet), et de certains de leurs affluents.
Ce site est remarquable par la présence de douze espèces déterminantes d'animaux (un insecte, un mammifère, sept oiseaux et trois poissons) et quatre de plantes phanérogames.

## Galerie de photos

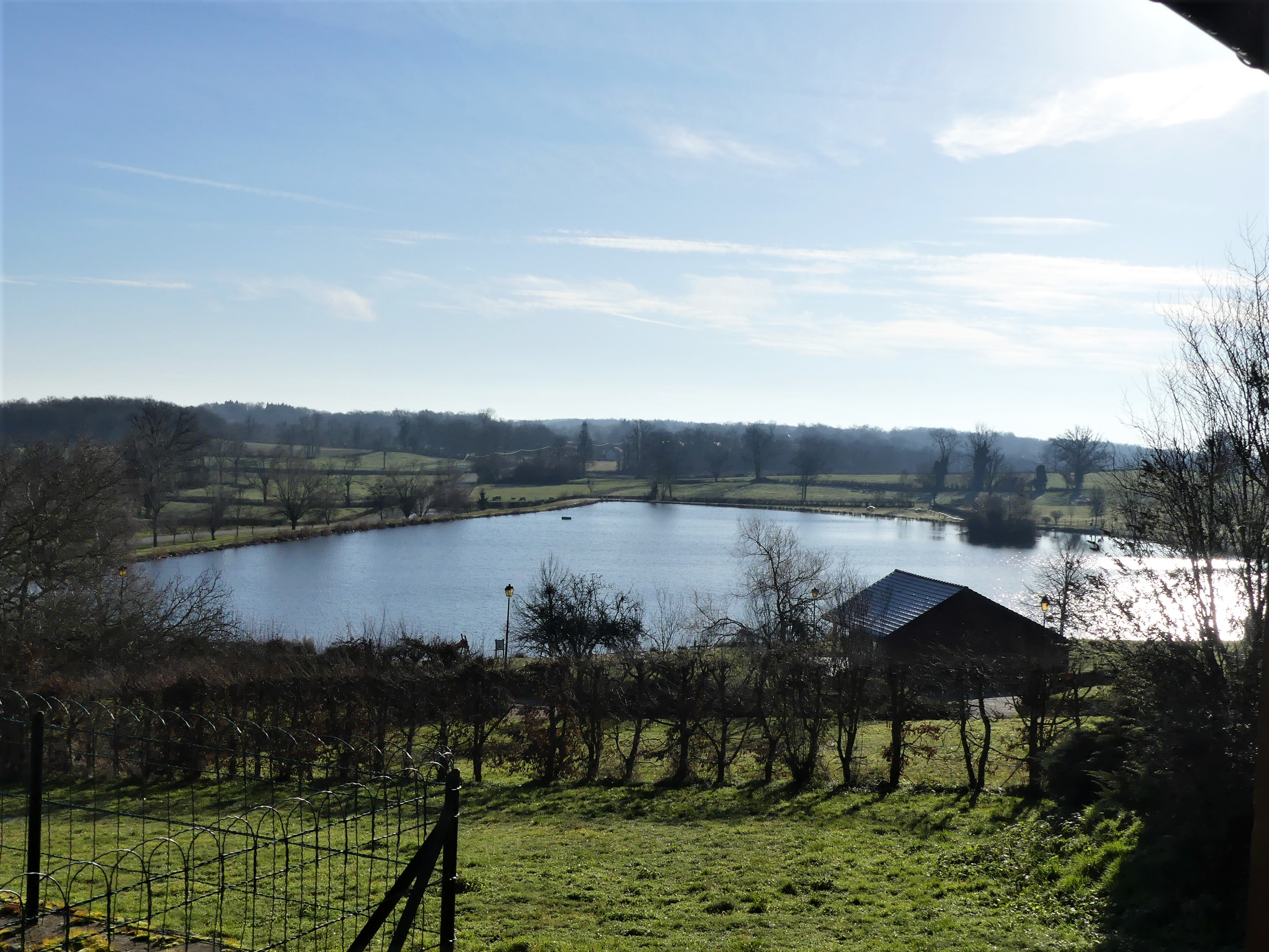
L'étang de Cressat vu depuis le bourg.
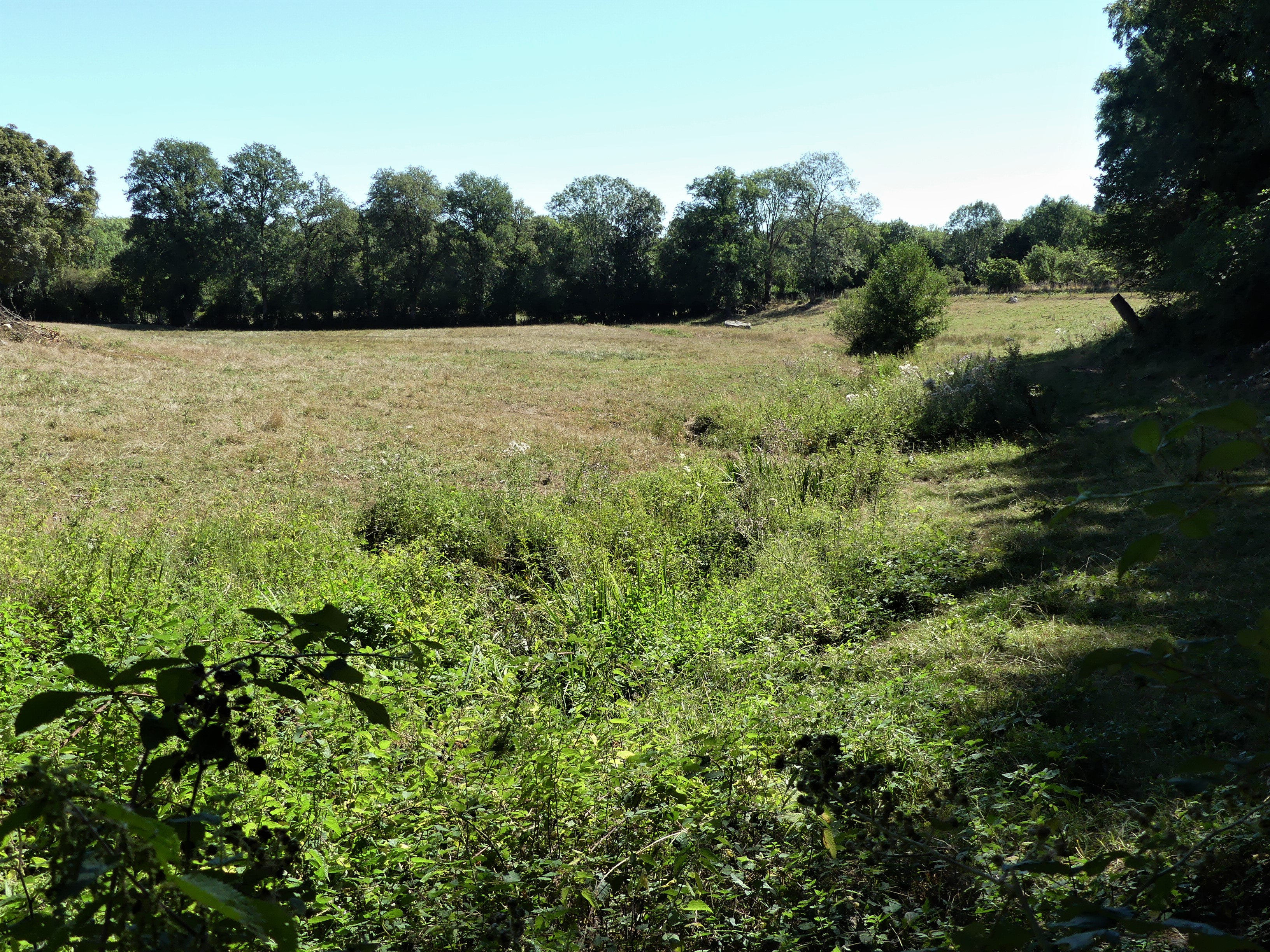
La vallée du Verraux à Montbarteix.
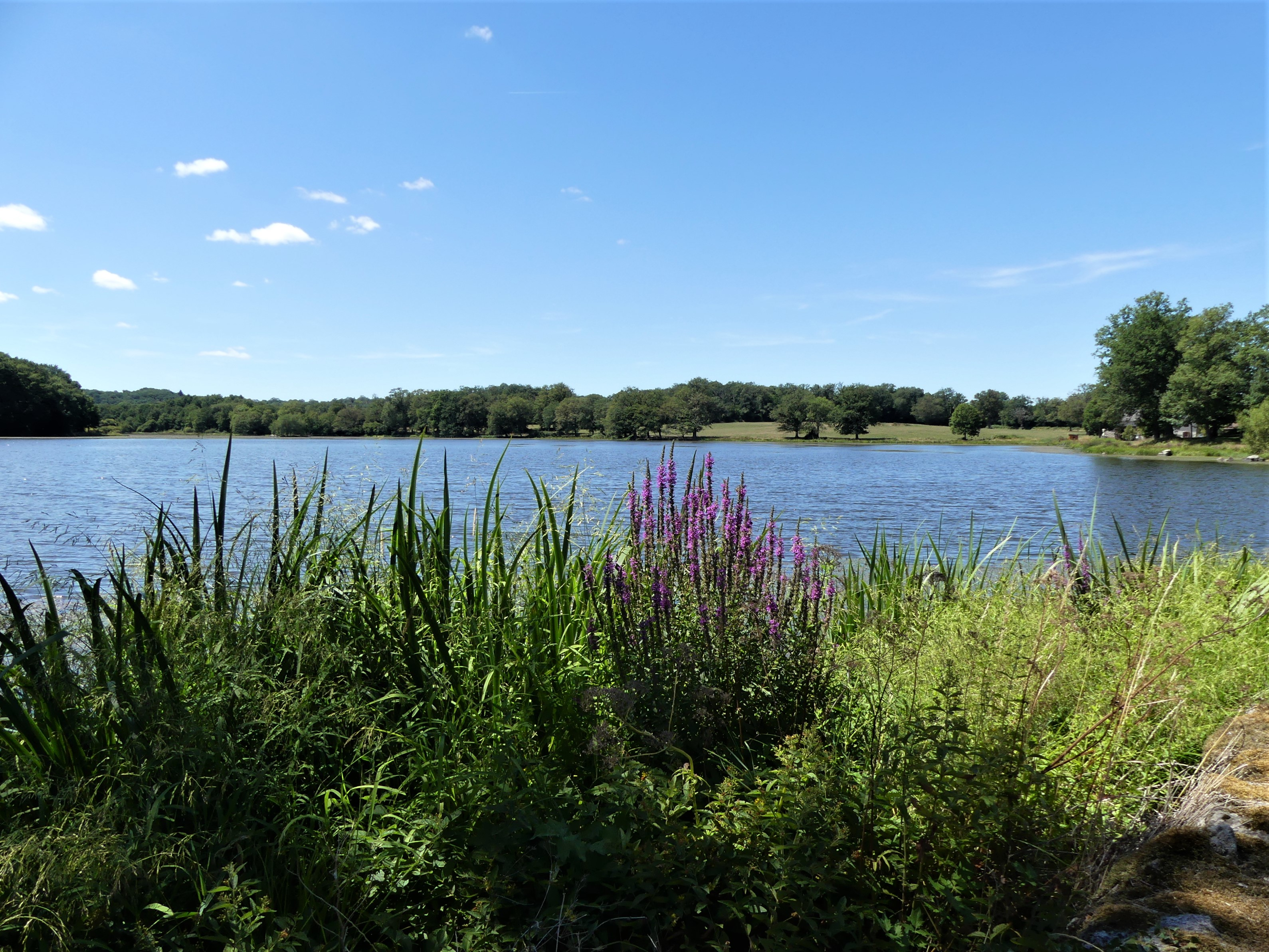
L'étang de Viges.
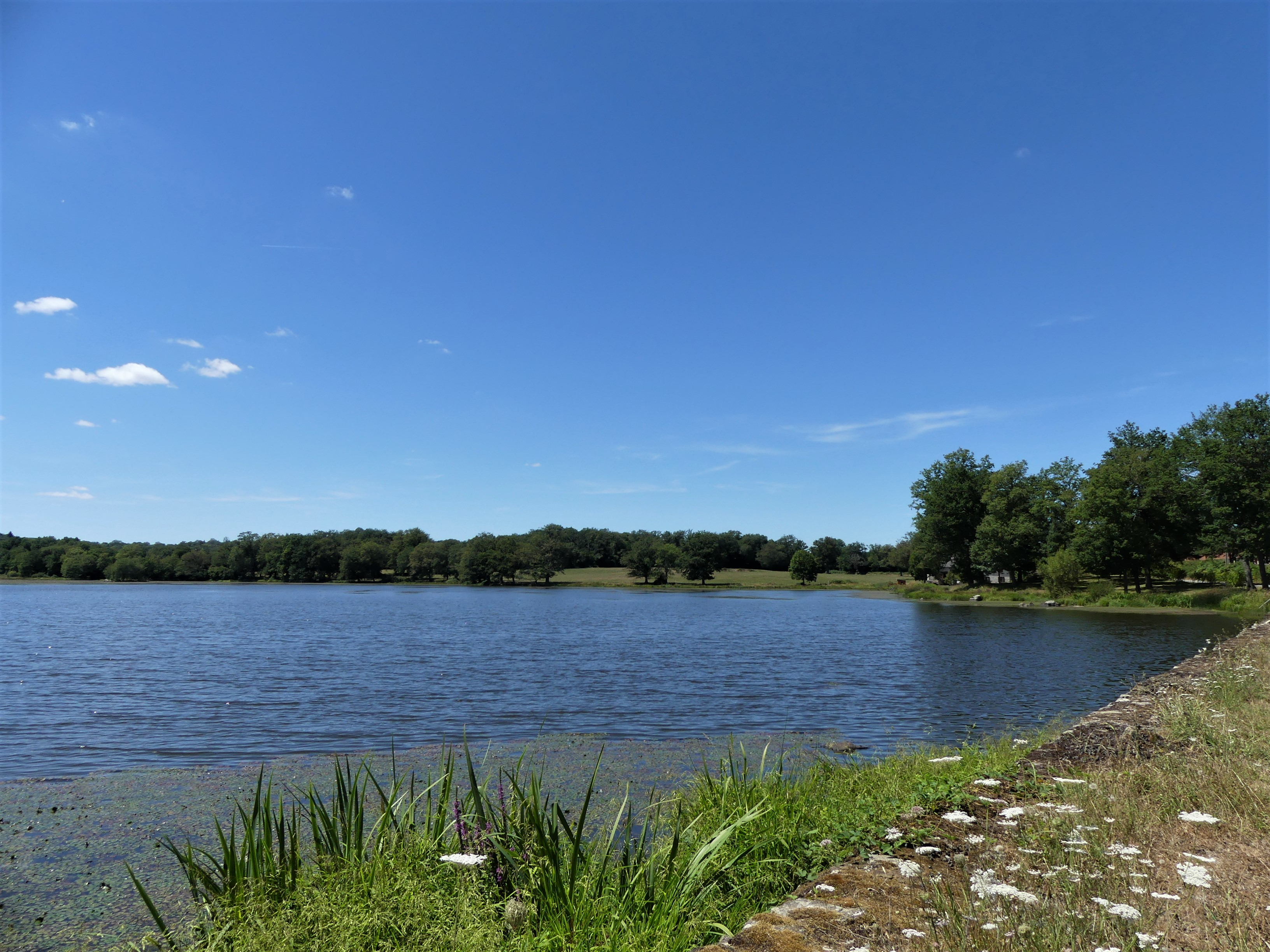
Idem.
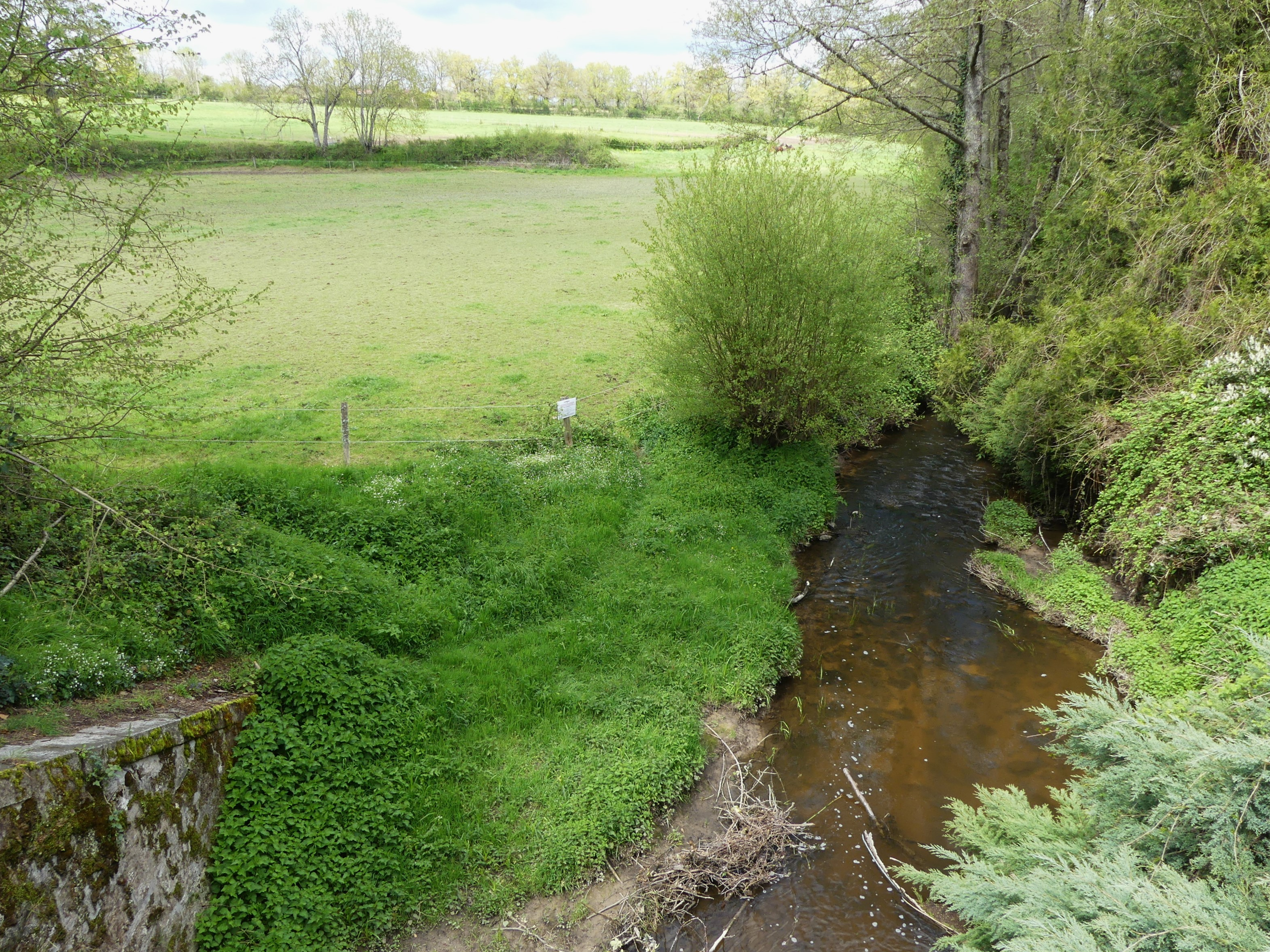
La ZNIEFF du Verraux à Parsac, à la Chapelle.